# Соријано нел Чимино
Соријано нел Чимино (итал. Soriano nel Cimino) је насеље у Италији у округу Витербо, региону Лацио.
Према процени из 2011. у насељу је живело 5553 становника. Насеље се налази на надморској висини од 472 м.

## Становништво
Према резултатима пописа становништва 2011. у општини је живело 8.544 становника.
| 1931. | 1936. | 1951. | 1961. | 1971. | 1981. | 1991. | 2001. | 2011. |
| ----- | ----- | ----- | ----- | ----- | ----- | ----- | ----- | ----- |
| 7.387 | 7.672 | 8.538 | 8.048 | 7.114 | 7.482 | 7.767 | 8.185 | 8.544 |